# أمينة فؤاد
أمينة فؤاد (مواليد 10 أبريل 1980 ) هي لاعبة كرة طائرة مصرية معتزلة، لعبت في مركز الهجوم الأوسط. كانت جزءً من منتخب مصر لكرة الطائرة للسيدات في بطولة العالم لكرة الطائرة للسيدات 2002 في ألمانيا. وعلى مستوى الأندية فقد لعبت لالأهلي.

## الأندية
- الأهلي (2002)